# Серральонга, Хуан Луке де
Хосе́ Хуа́н Луке́ де Серральо́нга (исп. José Juan Luqué de Serrallonga, 31 мая 1882, Жирона, Каталония, Испания — 18 июля 1967, Мехико, Мексика) — испанский футболист и футбольный тренер. Наиболее известен как тренер, руководивший сборной Мексики на чемпионате мира 1930 года.

## Биография
Хуан Луке де Серральонга родился в Испании. Играл за «Кадис», в сезоне 1915—1916 гг. выступал за «Севилью». Из-за невысокого роста он носил прозвище Хуанито Луке (исп.  Juanito Luque).
В июле 1928 года Серральонга эмигрировал в Мексику. В январе 1930 года он стал тренером мексиканской национальной команды, а спустя полгода, сформировав состав из 17 футболистов, повёз её на первое в истории мировое первенство в Уругвай. Серральонга отличался твёрдым характером, был очень требователен по отношению к игрокам. Он заставил футболистов сборной выучить гимн родной страны, и во всём стремился к укреплению боевого духа игроков своей команды. Перед стартовой игрой с французами он напутствовал выходящих на поле такими словами:

Парни, хочу вас попросить: забудьте обо всём, о невестах, братьях, сёстрах, родителях. Пусть в ваших головах останется лишь одно слово — Мексика. Теперь, когда мы бьёмся против французов, нужно вспомнить генерала Игнасио Сарагосу. Если он смог победить их, значит также сможем и мы.
Оригинальный текст (исп.)Muchachos, les quiero suplicar que se olviden de todo, novias, hermanos, padres, madres, y que solo les quede grabado en sus mentes la palabra México. Ahora que lucharemos contra Francia hay que recordar al general Ignacio Zaragoza. Si él pudo vencerlos, también lo podemos hacer nosotros.
— Хуан Серральонга
Слова наставника не уберегли мексиканцев от поражения ни в матче со сборной Франции (1:4), ни в последующих двух встречах с Чили (0:3) и Аргентиной (3:6). После турнира Серральонга оставил мексиканскую сборную.
Позже он стал тренером мексиканского «Веракруса», а в сезоне 1949/1950 выиграл с ним национальный чемпионат.
Хуан Луке де Серральонга умер в 1967 году в возрасте 85 лет.